# Sang dans les selles
En parlant de saignement rectal, voici les termes médicaux qui servent à différencier à la fois l'aspect du sang et si celui-ci est ou non accompagné de selles. Ils donnent aussi des indices quant à l'origine de l'hémorragie :
- un méléna est une expulsion de sang noir rappelant du goudron, mélangé aux selles. Ce sang provient le plus souvent du système digestif supérieur, plus probablement du duodénum ou de l'estomac. Cependant, si le transit digestif est assez lent, il se peut que ce sang proviennent d'un endroit plus inférieur.

Si les selles sont plutôt gris foncé, il se peut qu'elles soient dues à un supplément ferrique pris par le patient.
- Une rectorragie est une expulsion de sang rouge clair, sans être accompagné de selles. Ce sang provient d'une hémorragie rectale ;
- un saignement occulte passe inaperçu et ne peut être découvert qu'à l'aide d'examens de laboratoire. Un patient ne s'en rendra jamais compte ;
- une hématochézie est une expulsion de sang rouge clair mélangé aux selles. L'origine du saignement est, comme avec la rectorragie, dans le système digestif distal. Cependant, si le saignement est assez important, il se peut qu'il provienne du système supérieur.